# Jan Markowski
Jan Krzysztof Markowski ps. „Krzysztof” (ur. 14 marca 1913 w Lublinie, zm. 2 kwietnia 1980 w Monachium) – polski kompozytor i pianista, oficer Wojska Polskiego. 

## Życiorys
Jan Krzysztof Markowski urodził się 14 marca 1913 roku w Lublinie, w rodzinie Tadeusza (1881–1969), śpiewaka i aktora, i Marianny. Był starszym bratem Andrzeja (1924–1986), dyrygenta i kompozytora.
Komponować zaczął w okresie międzywojennym. Pisał piosenki wykonywane w kawiarniach przed wojną i podczas okupacji niemieckiej w Warszawie („Bluzeczka zamszowa”, „I zawsze będzie czegoś ci brak”, „Zielony kapelusik”). Komponował muzykę do komedii wystawianych w czasie okupacji w teatrze warszawskim (jawnym) „Miniatury”. Żołnierz Armii Krajowej, brał udział w powstaniu warszawskim jako ppor. pułku Baszta. Stworzył najbardziej znane powstańcze piosenki: „Marsz Mokotowa”, „Sanitariuszka Małgorzatka”, „Mała dziewczynka z AK”. Po powstaniu w niewoli niemieckiej, następnie w 2 Korpusie Polskim we Włoszech i w Wielkiej Brytanii. Działał wśród emigracji w Londynie. Kierownik muzyczny teatrzyku „Niebieski Balonik” (1949–52); prowadził (wraz z Wiktorem Budzyńskim) cykliczną audycję w Radio Wolna Europa – „Podwieczorek przy mikrofonie”. Od 1962 w Monachium, związany z rozgłośnią Wolna Europa; był autorem piosenek, muzyki do słuchowisk radiowych, ilustracji teatralnych.